# Autenried (Ichenhausen)

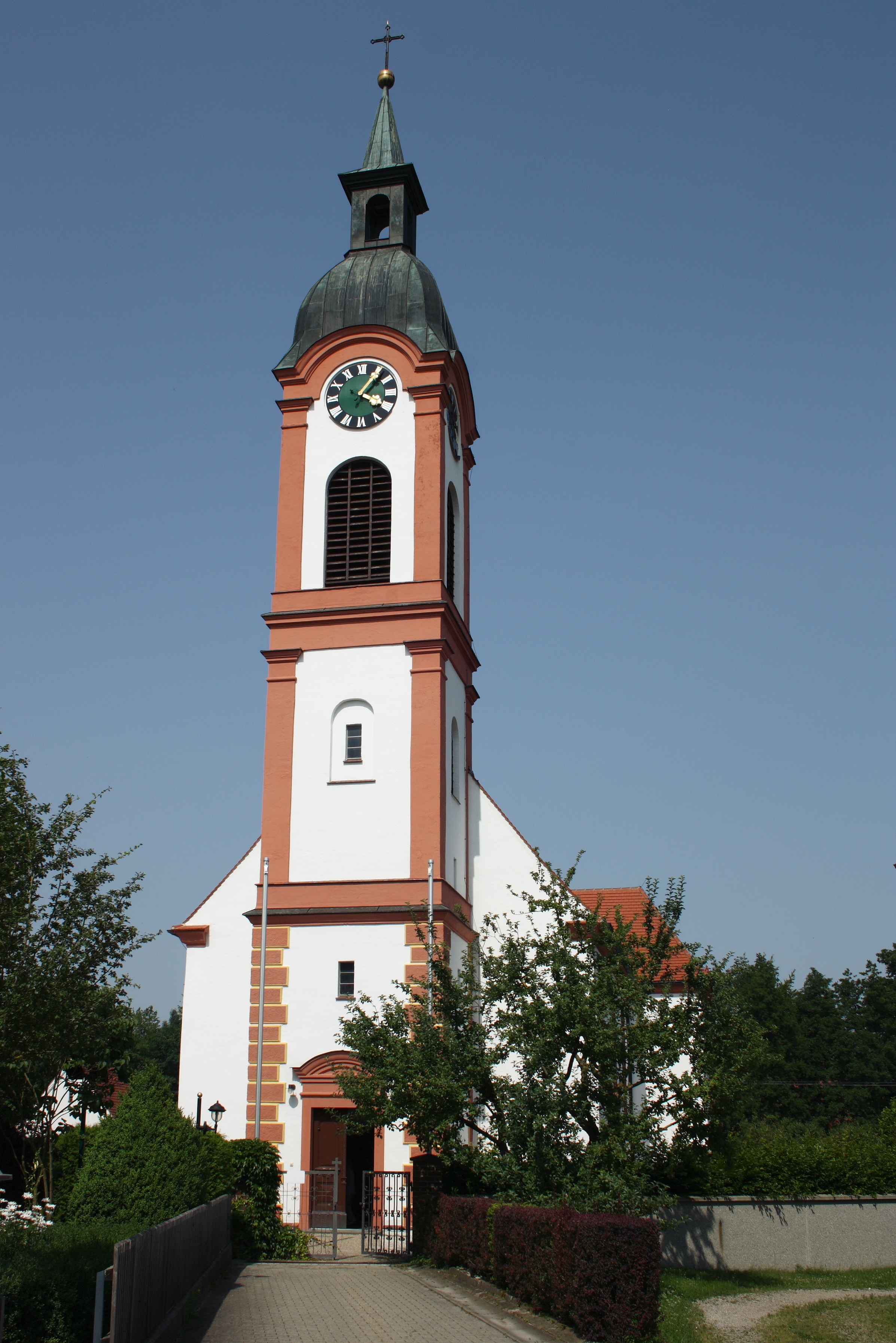
Kirche St. Stephan

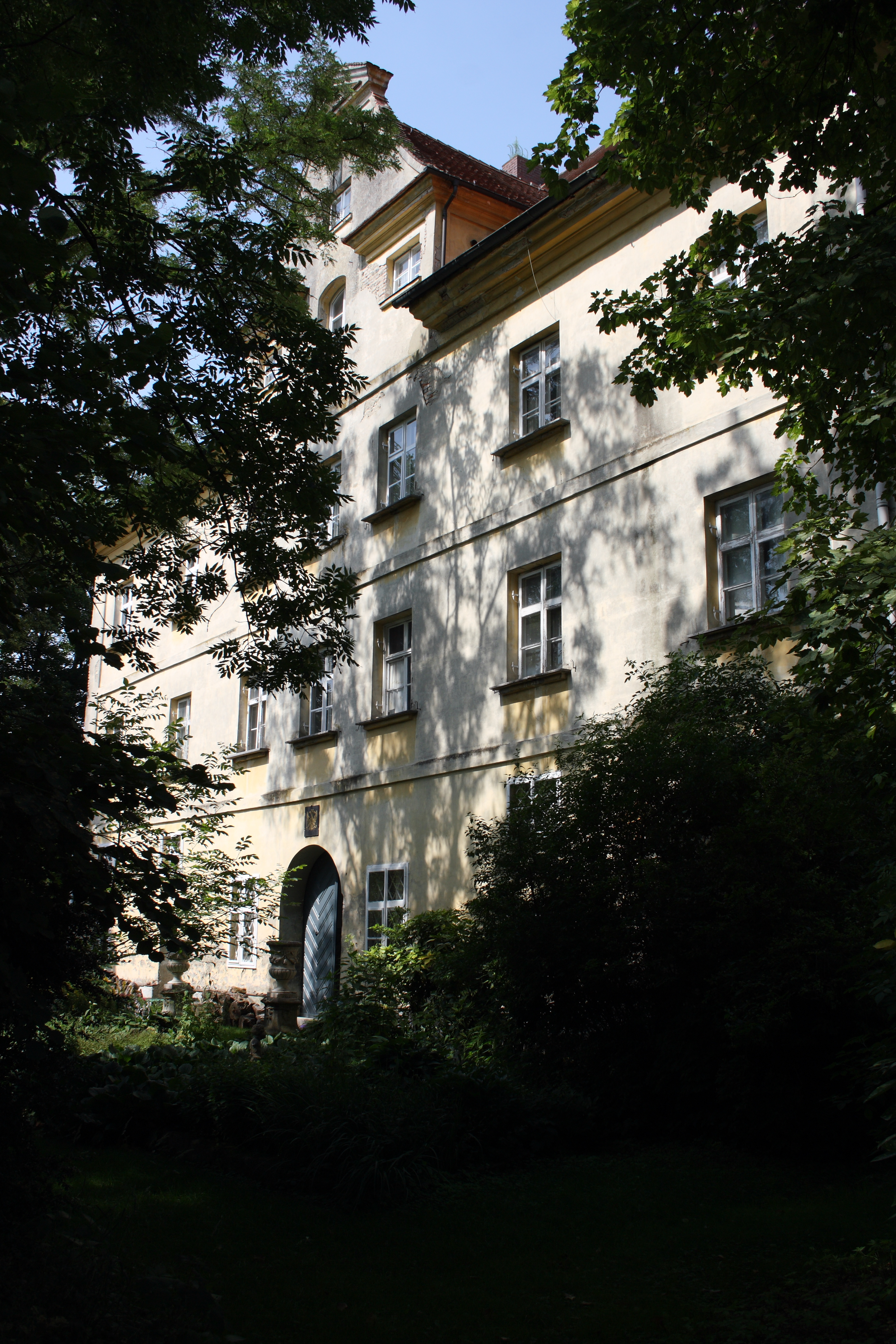
Schloss Autenried

Autenried ist ein Stadtteil von Ichenhausen und eine Gemarkung im schwäbischen Landkreis Günzburg in Bayern.
Das Pfarrdorf Autenried liegt circa vier Kilometer westlich von Ichenhausen und ist über die Staatsstraße 2022 zu erreichen. Einziger Gemeindeteil auf der Gemarkung ist das Pfarrdorf.

## Geschichte
Die Gemeinde Autenried mit einer Fläche von etwa 803 Hektar bestand bis zu ihrer Eingemeindung in die Stadt Ichenhausen am 1. Mai 1978. Ihren höchsten Bevölkerungsstand hatte die Gemeinde im Jahr 1950 mit 581 Einwohnern.

## Sehenswürdigkeiten
Siehe auch: Liste der Baudenkmäler in Autenried
- Katholische Pfarrkirche St. Stephan
- Schloss Autenried